# Bobby Grich
Robert Anthony Grich (ur. 15 stycznia 1949) – amerykański baseballista, który występował na pozycji drugobazowego.
W 1967 został wybrany w pierwszej rundzie draftu przez Baltimore Orioles i początkowo grał w klubach farmerskich tego zespołu, między innymi w Rochester Red Wings, reprezentującym poziom Triple-A. W Major League Baseball zadebiutował 29 czerwca 1970 w meczu przeciwko Washington Senators. Jako zawodnik Orioles trzykrotnie był członkiem American League All-Star Team i cztery razy zdobył Złotą Rękawicę.
W listopadzie 1976 jako wolny agent podpisał kontrakt z California Angels. W sezonie 1981 zdobył najwięcej home runów w American League. Po raz ostatni zagrał 2 października 1986.

## Nagrody i wyróżnienia
| Nagroda/wyróżnienie  | Lata                               | Źródło |
| 6× All-Star          | 1972, 1974, 1976, 1979, 1980, 1982 | [ 1 ]  |
| 4× Gold Glove Award  | 1973–1976                          | [ 1 ]  |
| Silver Slugger Award | 1981                               | [ 1 ]  |